# 不法侵入 (ずっと真夜中でいいのに。の曲)
「不法侵入」（ふほうしんにゅう）は、ずっと真夜中でいいのに。の楽曲。EMI Recordsより2023年5月15日に各音楽配信サービスにてリリースされた。

## 概要
- 前作『綺羅キラー』から約5か月ぶりのリリースとなった。
- ABEMAの恋愛リアリティ番組『今日、好きになりました。』フーコック島編（2023年4月3日~5月1日）・パタヤ編（5月8日~6月5日）・チュンムン編（6月12日~）主題歌[2][3]。